# アルジェリアの歴史
アルジェリアの歴史（アルジェリアのれきし アラビア語： تاريخ الجزائر,フランス語: Histoire de l'Algérie）では、現在のアルジェリア民主人民共和国に相当する地域の歴史について述べる。

## 先史時代

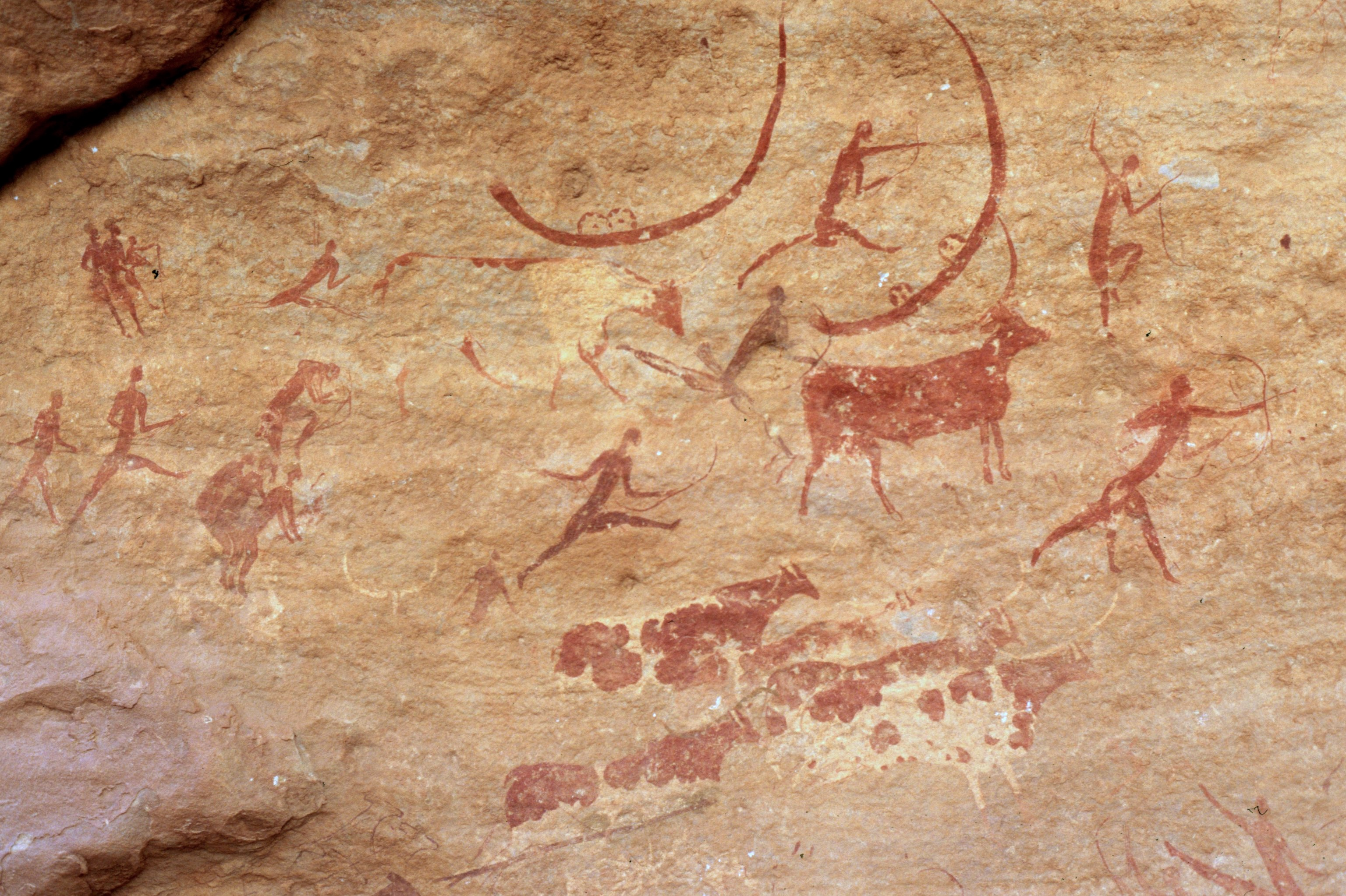
タッシリ・ナジェールの壁画。

先史時代のサハラは草原であり、タッシリ・ナジェールには紀元前8,000年頃からの住人の生活の様子が壁画に描かれている。タッシリ・ナジェールの壁画には川を泳ぐ人々のような、湿潤だったころのサハラの生活が描かれているが、紀元前2000年ごろからサハラが乾燥化するにつれ、この壁画文明は衰退した。

## 古代地中海世界

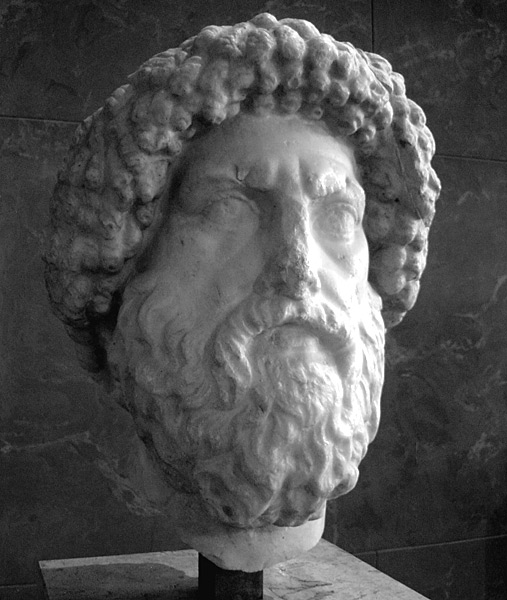
ヌミディア王ユバ1世。ヌミディアはユリウス・カエサルによってローマの属州となった。

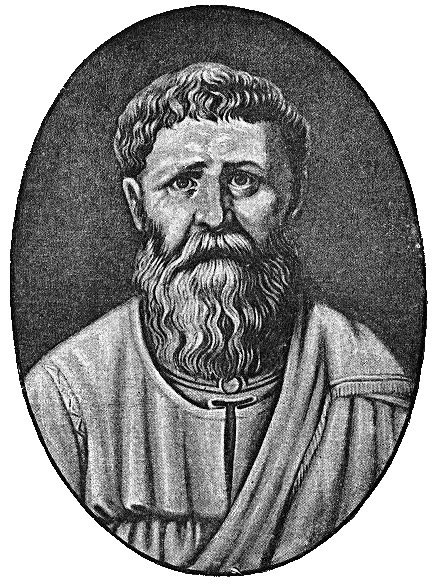
ヒッポのアウグスティヌス。

その後、マグリブに馬がもたらされ、ベルベル人が居住するようになった。紀元前814年に現在のレバノンから到来したフェニキア人がカルタゴを建設したことをきっかけに、フェニキア人は地中海沿岸部に植民都市を建設した。紀元前5世紀になると沿岸部はカルタゴの支配地域となり、ヌミディアと呼ばれるようになった。内陸部のベルベル人は独自に王権の確立を進め、紀元前264年にカルタゴとローマとの間でポエニ戦争が勃発すると、ローマと結んだマシニッサがベルベル人諸王国を統一し、ヌミディア王国を建国した。ヌミディア王国はローマに味方し現リビアのキレナイカにまで勢力を伸ばした。第三次ポエニ戦争によって紀元前146年にカルタゴが滅亡した後、小スキピオの推薦を得てヌミディアの王位に就いたユグルタは、ローマ市民を殺害したことをきっかけにローマと敵対し、紀元前112年にはヌミディアとローマ都の間でユグルタ戦争が勃発した。ユグルタ戦争は紀元前104年に、ユグルタの処刑を以て終結した。ローマが内乱の一世紀に入ると、ヌミディアはオプティマテス（閥族派）に与したため、ローマ内戦でヌミディア王ユバ1世はローマの将軍ユリウス・カエサルと戦ったが、敗れて現在のアルジェリアの東部に相当するヌミディアはローマの属州アフリカの一部となった。ヌミディアが属州となった後も、ローマはヌミディア王家のユバ2世をマウレタニア属王位に就け、統治させたが、40年にマウレタニア王ユバ2世の子プトレミーが皇帝カリグラによって暗殺されたため、現在のアルジェリアの西部とモロッコに相当するマウレタニアもローマの属州となった。
ローマ帝国の支配下で属州アフリカは「穀倉庫」となった。アフリカ、マウレタニアでもローマ都市の建設やローマ兵の入植が行われ、ローマ化が進んだ。属州アフリカは2世紀後半に、皇帝セプティミウス・セウェルスによって属州ヌミディアに再編された。396年にローマ帝国が東西分裂すると、ヌミディアは西ローマ帝国の統治下に置かれた。430年にはガイセリック大王率いるゲルマン系ヴァンダル人が進出、カルタゴにヴァンダル王国が建国され、アルジェリアの地中海沿岸部もヴァンダルの支配を受けた。ヴァンダル王国は地中海の制海権を握り、海上貿易で繁栄したが、ゲリメリ王時代の534年にユスティニアヌス1世の統治する東ローマ帝国に滅ぼされ、アルジェリアも東ローマ帝国の版図に組み入れられた。
文化面ではローマ化が進んだことにより、アフリカでもラテン語知識人が活躍した。現存する唯一のローマ小説である『黄金のろば』を著したアプレイウスはマダウロスの出身だった。ローマ帝国の末期にはキリスト教が伝来し、アルジェリアでは「キリスト教最大の教父」と呼ばれるヒッポのアウグスティヌスが生まれ、『告白』や『神の国』といった後のキリスト教世界に多大な影響を与えた著作を残した。

## アルジェリアのイスラーム化

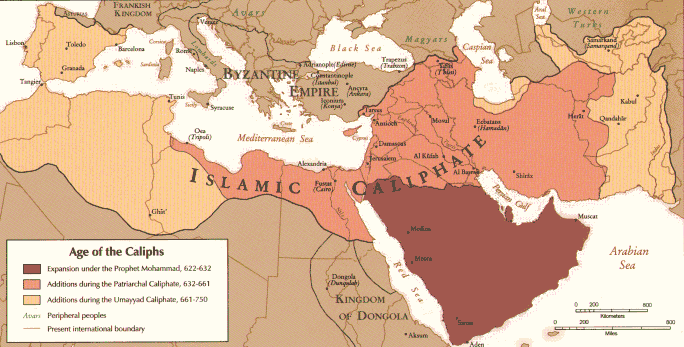
イスラーム世界の拡大。

7世紀末から8世紀初頭にかけてイスラム教国のウマイヤ朝が征服したイフリーキヤ（現在のチュニジア）方面からアルジェリアに侵入した。アラブ人の侵入によって土着のベルベル人たちはイスラム教に改宗し、住民のアラブ化が進んだ。以後この地はイスラム世界の一部となった。アッバース朝の衰退の後、東部はカイラワーンのアグラブ朝やマフディーヤのファーティマ朝の支配を受けた。一方南西部のサハラ地帯では、806年/807年にシジルマサにハワーリジュ派のミドラール朝が成立した。南部のターハルトにも、761年にペルシア系のイブン・ルスタムが同じくハワーリジュ派のルスタム朝を開いた。ルスタム朝はイマームの称号を採用し、サハラ交易によって栄え、君主がペルシャ系であったことからメソポタミアからペルシャ人の移住が行われた。ルスタム朝は909年にファーティマ朝によって滅ぼされるまで同地を支配した。
1015年にカビール地方を拠点にハンマードがズィール朝から独立し、ハンマード朝が成立した。11世紀にはアラブ系ヒラール族のベルベル人集中地域への侵入により、ベルベル人のアラブ化が加速した。ハンマード朝は部族民から逃れるため、1090年にビジャーヤに遷都した。その後ムラービト朝、ムワッヒド朝といったベルベル人のイスラーム王朝がアルジェリアを支配した。両王朝では学芸が栄え、統治下のアル＝アンダルスではイブン・ルシュドなどの知性を輩出した。

## ザイヤーン朝時代（1236年-1550年）

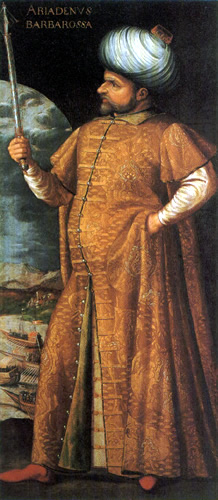
海賊バルバロッサ。アルジェをオスマン帝国に明け渡した。

1236年にはトレムセン総督のヤグムラーサン・イブン・ザイヤーンがムワッヒド朝から独立し、トレムセンにザイヤーン朝を開いた。ザイヤーン朝は当時アルジェにまで至る地域を支配していたチュニスのハフス朝と、フェズのマリーン朝に挟まれた勢力であり、度々東西から両勢力の侵入を受けた。1492年にイベリア半島で統一スペインがナスル朝グラナダ王国を滅ぼし、レコンキスタが終焉すると、北アフリカ一帯に亡命アンダルシア人が流入し、アルジェリアにもアンダルシアのムスリムやユダヤ人（セファルディム）が定着した。彼等はモール人と呼ばれ、沿岸部の都市に定着し、商工業を支えた。
ザイヤーン朝は現在のアルジェリアの西部を支配していたが、ハフス朝の支配下にあった東部のビジャーヤはベルベル人の都として商業で栄え、ムザブの谷にも亡命したイバード派の遺民が独自の都市文明を築いた。
レコンキスタ後には統一したスペインが地中海に勢力を伸ばし、キリスト教世界とイスラーム世界の争いが激化した。1509年にはオランがスペインに占領され、ザイヤーン朝はスペインの属国となった。一方アルジェを根拠にしたバルバリア海賊の首領バルバロッサは地中海を荒らし周り、そのためにスペインのアラゴン王フェルナンド2世はアルジェを占領した。バルバロッサは1529年にアルジェを再攻略した後、スペインからの保護を求めて1533年にオスマン帝国に臣従し、支配地を献上した。
アルジェはオスマン帝国のマグリブ支配の拠点となり、その後もバルバロッサはプレヴェザの海戦でキリスト教徒連合軍を破るなど、地中海を荒らしまわった。1550年にはオスマン帝国軍によってトレムセンが陥落し、ザイヤーン朝が滅亡した。オスマン帝国は勢力を拡大して1574年にはハフス朝を滅ぼし、東はエジプトから西はアルジェリアにまで至る北アフリカ一帯を征服した。
北アフリカの征服後、バルバリア海賊は猛威を奮い、1571年のレパントの海戦での敗北後も地中海一帯を荒らしまわった。1575年にはスペインの兵士ミゲル・デ・セルバンテスが海賊に捕らえられてアルジェで虜囚生活を送り、後に著された『ドン・キホーテ』にはアルジェでの生活をモチーフにした章が存在する。

## オスマン帝国属領時代（1550年-1830年）

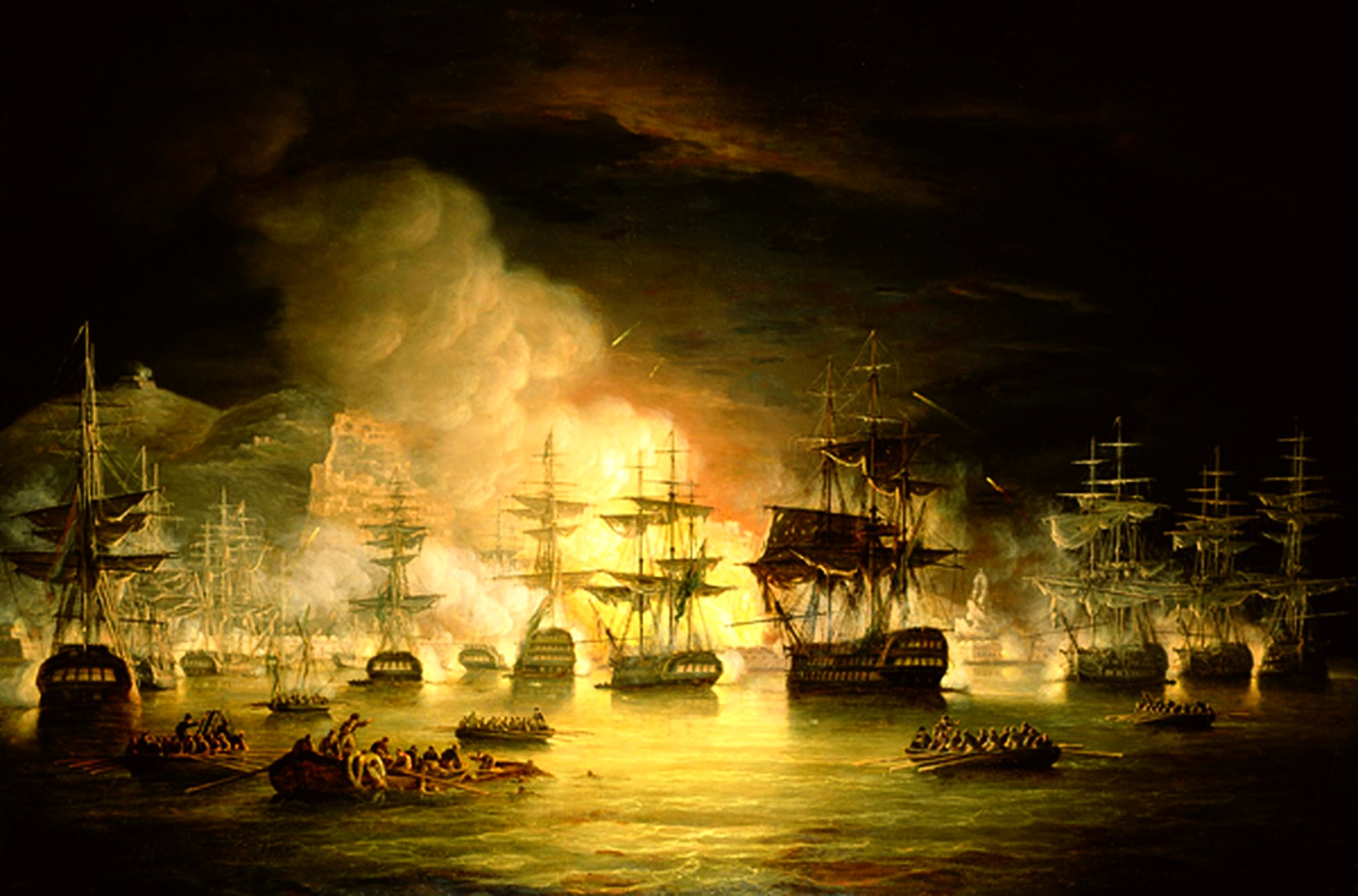
アルジェ砲撃（1816年）。

1574年からオスマン帝国は北アフリカのアルジェリア、チュニジア、リビアに別々のパシャを送り込み当地を支配した。この時期に、オスマン帝国の支配の下でマグリブ諸国の境界がほぼ確立し、アルジェリアでも現在の領域が確立した。
オスマン帝国の治下ではオスマン帝国軍の実力に依拠したトルコ系の軍人による寡頭支配体制が築かれた。1671年にアルジェのデイはパシャから権力を奪い、オスマン帝国から自立的な立場を取ったが、チュニスのフサイン朝やトリポリのカラマンリー朝のようなトルコ系軍人による世襲の王朝は誕生しなかった。他の自立王朝と同様にアルジェリアもオスマン帝国時代を通してイスタンブールの帝国政府に貢納を続けた。また、ヨーロッパ船に対する海賊行為が行われ、海賊行為により多数のヨーロッパ人が奴隷化された。アルジェのデイを支えていた海賊行為に対して18世紀までヨーロッパ諸国やアメリカ合衆国は貢納と引き換えに安全を買うことを選んだが、19世紀に入ると強攻策を採るようになり、1816年には第二次バーバリ戦争にて、イギリスとオランダがアルジェ砲撃を行った。

## フランス領時代（1830年-1962年）

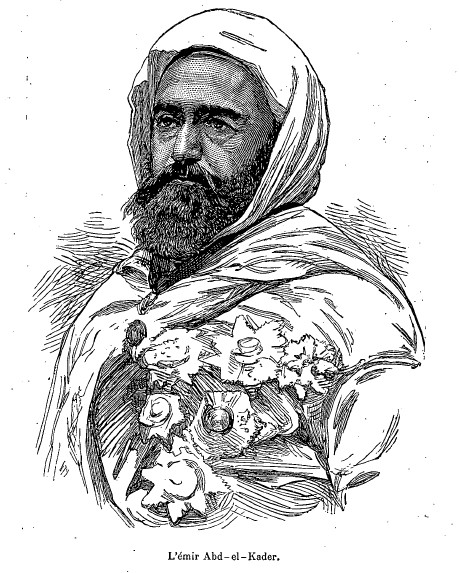
民族英雄 アブデルカーデル。

19世紀に入るとマグリブ地方はヨーロッパ列強による植民地化の対象となった。1827年にアルジェのデイがフランス領事を「扇の一打事件」で侮辱したことをきっかけに、1830年よりフランス復古王政は、マルセイユ商人の意向と、国内の不満を王政から逸らすためにアルジェリア侵略を始めた。
1830年にアルジェがフランスに征服された後、フランス当局はアルジェリアを完全征服しようとはしておらず、トルコ人の支配者を追放してアラブ人の君主を新たに据えるだけに留めるはずだった。しかし、トルコ人のデイが追放されるとアルジェリアは無政府状態に陥り、各地でアラブ人の蜂起が相次いだ。1832年にアブデルカーデルはフランスに対してジハードを宣言し、激しい抵抗運動が続いた。フランスとアブデルカーデルは双方との妥協を模索したこともあり、停戦中にフランスとアブデルカーデルは双方の占領地での主権を認め、アブデルカーデルの支配地では近代的な行政制度が確立された。しかし、1841年にアルジェリア総督にビュジョー将軍が任命され、アブデルカーデルやアブデルカーデルに味方したアラウィー朝モロッコ軍を破り、1847年にアブデルカーデルは降伏した。その後カビール山地のベルベル系カビール人との戦いが続いたが、1854年に最終的にはアルジェリアの民族運動は平定された。
フランスは、アルジェリアに本国同様の行政単位を設置した。1848年にアルジェ県、オラン県、コンスタンティーヌ県の3県が置かれ、3県は本国と同等に扱われてフランス人植民者が本国政治に関わることを可能にした。征服の最中から植民地化・フランス化が進められ、アルジェリアには多数の「コロン」と呼ばれるフランス人移民が流入し定住した。フランス人以外にもヨーロッパからスペイン人、イタリア人、ドイツ人、マルタ人がアルジェリアに移住し、普仏戦争後には、フランスからドイツ帝国に割譲されたアルザス＝ロレーヌから、ドイツの支配を嫌ってアルジェリアでフランス人であり続けることを望んだアルザス人が5,000人ほど移住した。これらの非フランス移民もやがてフランス文化に同化してコロンとなった。ヨーロッパ人以外に土着のユダヤ人もフランス化し、フランス支配の一環を担った一方で、多数の反フランス的なムスリムのナショナリストが政治犯として逮捕され、ニューカレドニアなどへ流刑に処された。地中海岸の肥沃な土地を中心に、ムスリムの土地はコロンに奪われた。

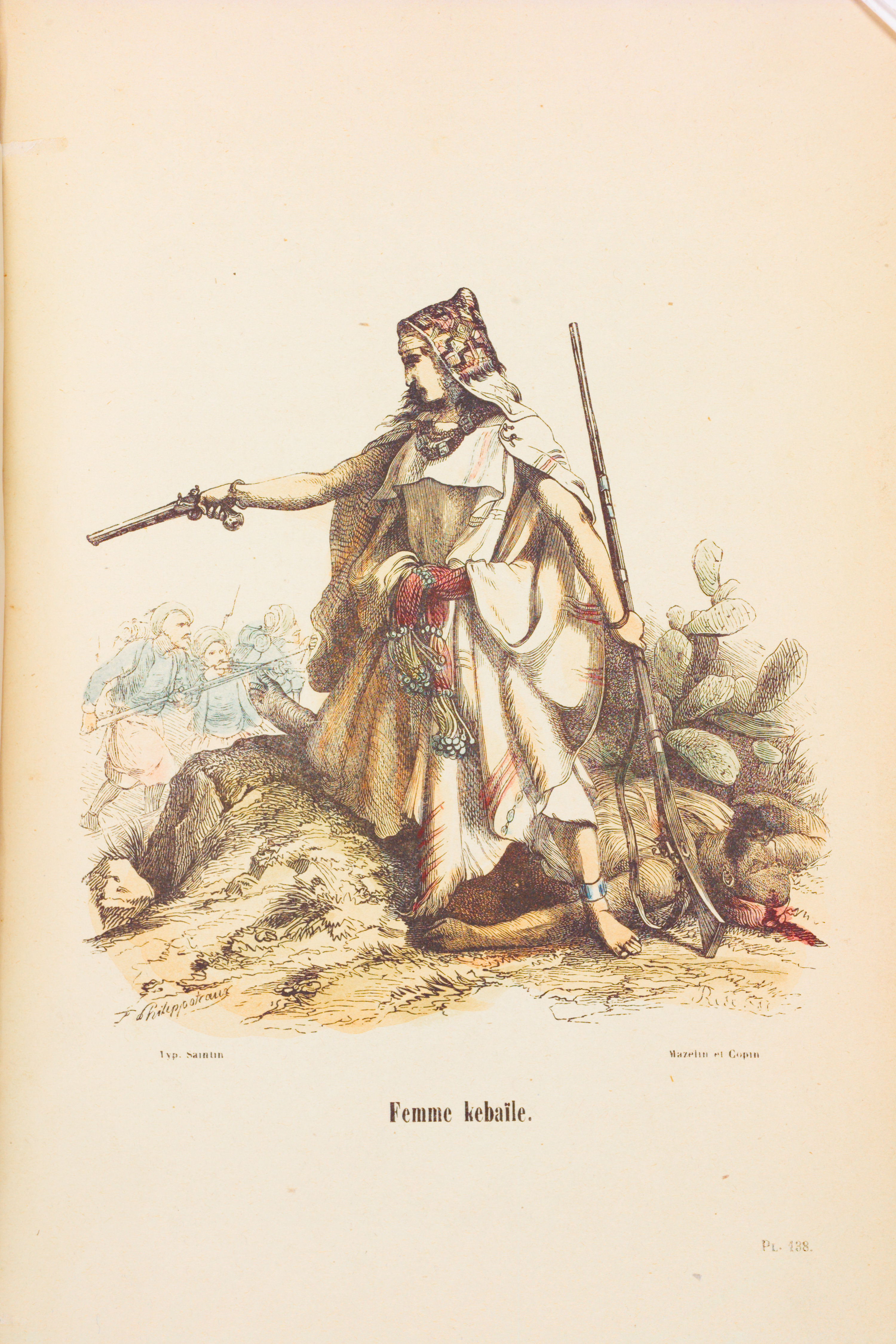
ララ・ファーティマ・ヌスメール。

征服の初期には軍人とアラブ局が主導権を握り、アラブ人やベルベル人の文化を研究し、イスラーム文化を尊重した上での占領政策が行われた。また、第二帝政成立後の皇帝ナポレオン3世は軍部の方針を支持し、親アラブ的な傾向からアルジェリアを「アラブ王国」と呼んだ。このため、コロン達は軍人支配と第二帝政に不満を抱き、ヨーロッパ人の特権を確立するために共和制を信奉するようになっていった。
1870年に普仏戦争の敗北により第二帝政が崩壊して第三共和政が成立すると、第二帝政に不満を抱いていたコロンにより、パリ・コミューンに倣ってアルジェでアルジェ・コミューンが成立した。コロンはコロンによる自治を求めたが、1871年にカビール地方のムクラーニーに率いられたムスリムが大反乱を起こすと、アルジェ・コミューンは崩壊した。しかし、この反乱は鎮圧され、以降アルジェリア植民地の主導権はコロンが握り、ヨーロッパ移民の導入が進んだ。一方でアルジェリアのムスリムには原則として市民権は認められず、ムスリムが市民権を得るためにはイスラームの棄教などの高いハードルが課せられた。この時期にはラヴィジェリ大司教によってムスリムへのキリスト教の布教が進んだが、成果は上がらなかったのである。後の世界大戦では多くのアルジェリアのムスリムがフランス人としてフランスのために戦ったのにも拘らず、この傾向は変わらなかった。また、アラブ人よりもベルベル人（特にカビール人）を優遇する政策が採られ、現在のカビールにフランコフォンが多い原因となった。
19世紀後半になると、鉄道網の整備、地下資源の採掘、プランテーション農業によるブドウの栽培と、ブドウを基にした輸出用ワインの生産などが進められ、ブドウを軸にしたモノカルチャー経済構造が完成し、アルジェリア経済のフランス経済に対する従属が深まった。土地をコロンに奪われていたムスリムは、失業や貧困のためにフランス本国に出稼ぎせざるを得なくなり、これが今日まで続く在仏アルジェリア人の起源となっている。
1914年に第一次世界大戦が勃発したが、アルジェリアにはマシュリクのアラブ反乱などの影響は及ばず、アルジェリアが直接の戦場になることはなかった。しかし、総力戦体制のもとでアルジェリア人にも兵役義務が課されたほか、フランス本国における労働力の不足から、多くのアルジェリア人がフランスの軍需工場や鉱山などに動員された。アルジェリアからは173,000人が出兵し、内87,500人が志願兵だった。

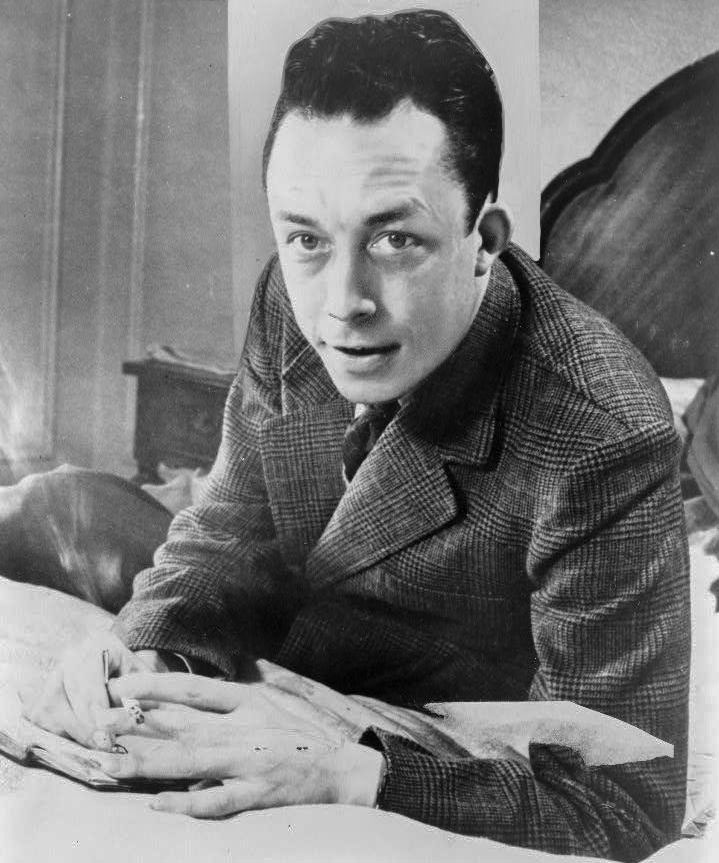
『異邦人』の著者アルベール・カミュ。後にノーベル文学賞を受賞したカミュはヨーロッパ系アルジェリア人だった。

1921年にアルジェリアの人口は5,804,200人に達し、720,700人がヨーロッパ系、つまりコロンだった。この頃にはコロンもアルジェリア生まれの二世、三世が多くなり、『異邦人』の著者アルベール・カミュのように、コロンはフランス語を話しながらもアルジェリアで生まれ育ったヨーロッパ系アルジェリア人と化していった。
第一次世界大戦後に民族自決への期待が高まったが、フランスの植民地支配は継続した。こうした中、メサーリー・ハージュなど一部の勢力は共産主義に独立の希望を見出した。1926年にパリで成立した「北アフリカの星」は、アルジェリア人・チュニジア人によって結成された組織で、フランス共産党との連携を強めた。いったんは解散させられたものの、1932年に「栄光ある北アフリカの星」として再建され、マグリブ地方出身の人々に支持を拡大した。一方でフェラハート・アッバースのような穏健なムスリムのナショナリストは、フランス統治内でのムスリムとヨーロッパ人の平等を望み、ナショナリズム勢力間で不協和音が生じた。人民戦線内閣のレオン・ブルム首相は1937年に急進的な北アフリカの星を解散させ、ハージュは新たにアルジェリア人民党を結成したが、この組織も1939年に解散させられた。

第二次世界大戦が勃発し、1940年に第三共和政が崩壊してヴィシー政権が誕生すると、アルジェリアはヴィシー政府を支持した。戦時中アルジェリアは直接戦場にはならなかったが、北アフリカ戦線ではドイツのロンメル将軍、アメリカ合衆国のパットン将軍達が戦闘を繰り広げた。1942年11月に連合国軍のトーチ作戦が発動し、アメリカ合衆国軍とイギリス軍が上陸すると、駐アルジェリアフランス軍のフランソワ・ダルラン提督は武装解除に応じた。こうしてアルジェリアはシャルル・ド・ゴールの自由フランスに復帰し、パリ解放までアルジェに自由フランスの本部が置かれた。フランスは本土解放のためにアルジェリア人の徴兵を行い、穏健的なナショナリストのフェラハート・アッバースらはムスリムの市民権の拡大と引き換えに自由フランスに協力した。アルジェリアからも多くの成人男子がフランス軍に動員され、アルジェリア師団はイタリア戦線のモンテ・カッシーノの戦いや、ドラグーン作戦をはじめとしたフランス本土での戦いに参加し、多大な犠牲を出した。戦時中のアルジェリア人の生活はインフレや食糧不足によって厳しく、1945年5月8日の戦勝記念日を祝うセティフの集会は対仏暴動に発展し、フランス軍によって鎮圧された（セティフ暴動）。数万人の死傷者を出したこの事件はアルジェリア独立運動を高揚させることになった。
第二次世界大戦後、ムスリムの間にナショナリズムが広まり、第四共和政下の1946年に行われた選挙では、セティフ暴動を見かねて急進派と距離を取り、新たにアルジェリア宣言民主同盟を結成した穏健派フェラハート・アッバースが勝利した。フランス議会は1947年にアルジェリア組織法を採決し、アルジェリアの自治を拡大する方針を打ち出したが、この措置には特権の維持を望むコロンも、フランスとの平等な関係を望む穏健派ムスリムや、ナショナリズムに燃える急進的ムスリムも反発を抱くものとなった。その後もフランス政府はムスリムの状況を改革する努力を行わず、このため、1953年には穏健派だったアッバースも武装路線を打ち出し、ゲリラ戦争への準備が進んだ。

### アルジェリア戦争（1954年-1962年）
植民地独立運動の激化によりフランスは第一次インドシナ戦争を続けていたが、ディエンビエンフーの戦いの敗北により、1954年にピエール・マンデス・フランス首相はジュネーヴ休戦協定が結んで仏領インドシナ連邦の統治下にあったベトナム国などの独立を承認した。このことは、他のフランス植民地における独立運動を力付けることになった。1954年にはそれまでの何れのナショナリズム勢力からも距離を置き、フランスからの独立を標榜する「民族解放戦線」（FLN）が結成され、ゲリラ活動をアルジェリア、フランスで展開した。
北アフリカ植民地のうちチュニジアとモロッコは1956年3月に独立を果たした。しかし、フランス保護領として君主国の組織が維持されていた両国と異なり、フランス本土の一部として扱われ、多くのヨーロッパ系市民（コロン、ピエ・ノワール）を抱えるアルジェリアに対してはフランス世論も独立反対の声が強く、フランス政府は独立を認めなかった。これに対し、FLNはかつての穏健派だったアッバースやアルジェリア・ウラマー協会などのアルジェリア社会に影響力を持つ人々からの支持を取り付けた。1957年にはアルジェの戦いでフランス陸軍の空挺部隊が独立派を大弾圧し、「フランスのアルジェリア」政策の維持を図った。大打撃を受けたFLNは拠点をモロッコやチュニジアに移し、1958年にはナセル政権の計らいでエジプトのカイロにアルジェリア臨時政府が樹立された。こうして第三世界各国からのアルジェリア独立の支援も始まり、日本からも全学連や、宇都宮徳馬などがFLNを援助した。
フランス政府はアルジェリアのムスリム（アンディジェーヌ）にフランス人としての完全な市民権を付与することで懐柔をはかろうとするが、特権を維持することを望むコロンたちの反発を買った。アルジェリア在留のフランス軍空挺部隊はコルシカ島を占領し、クーデターを起こそうとした。

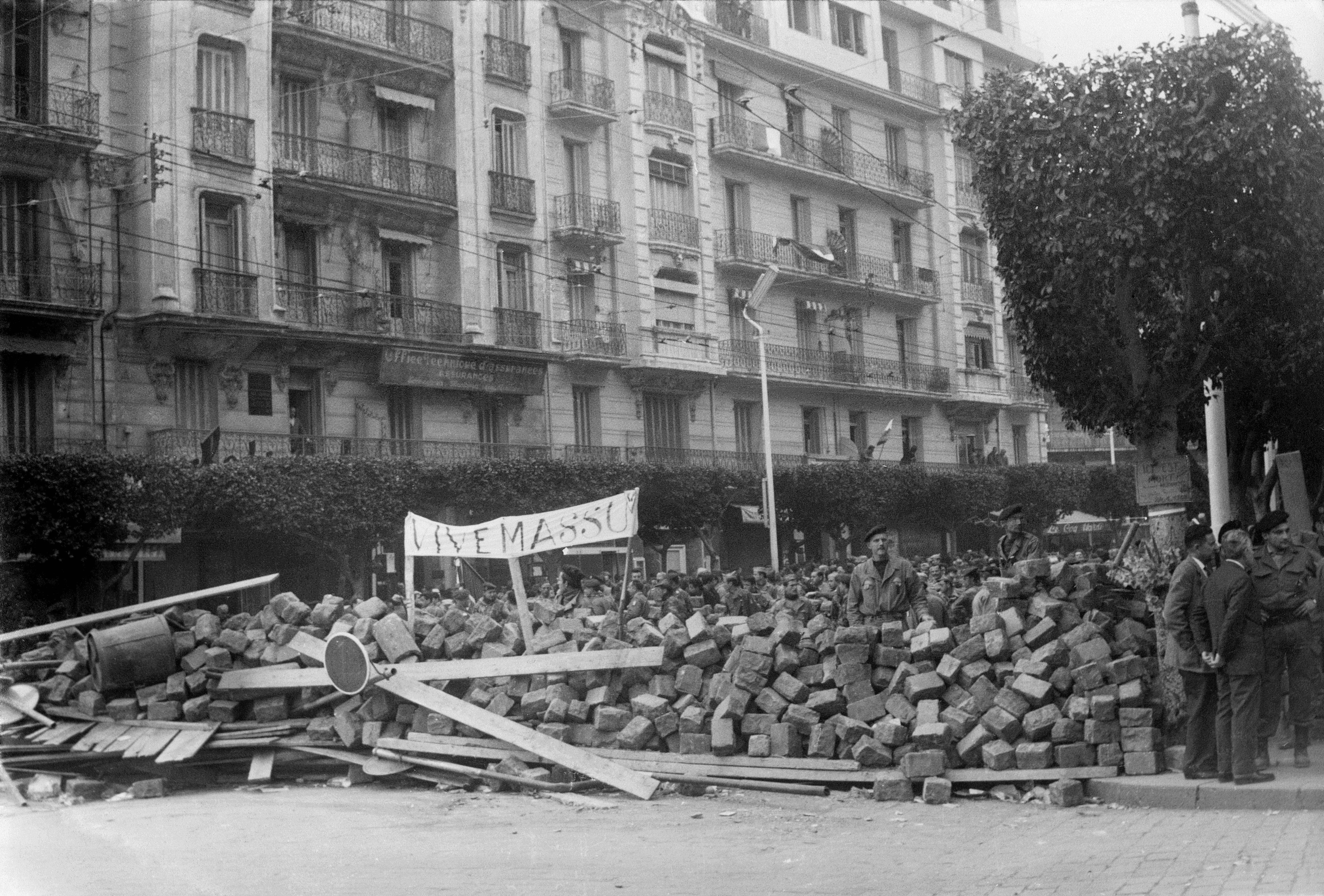
バリケードの一週間（1960年）。

このような混迷の中でフランスは引退していた英雄に事態の収拾を求め、ド・ゴールが大統領に就任し、憲法を改正して第五共和政が成立した。ド・ゴールは内外の情勢を鑑みて植民地解放政策をとり、1959年にはアルジェリアの独立を承認しようとした。軍は軍事拠点としてのアルジェリアの重要性を叫び、アルジェリア在住の100万人のコロンは「フランスのアルジェリア」をスローガンの下独立に反対したが、ド・ゴールは指導力を発揮してこの難局を切り抜けた。1961年にエヴィアン協定が結ばれ、7年に渡るアルジェリア戦争は終結した。コロンや軍部の極右派は秘密軍事組織（OAS）を結成してフランス当局やムスリムに対するテロを繰り広げたが、住民投票の結果、独立承認が圧倒的支持を集め、アルジェリアは独立した。戦争による死者は100万人に達したとされている。
アルジェリア革命は脱植民地化時代のブラックアフリカの独立革命に多大な影響を与え、第三世界諸国からも多大な支持が寄せられた。マルティニーク出身の精神分析家フランツ・ファノンはFLNに参加する傍ら独自の革命理論を体系化し、後のチェ・ゲバラと共に1960年代の第三世界の革命運動やポストコロニアリズムに大きな影響を与えた。
独立に伴い、100万人のヨーロッパ系アルジェリア人は大挙してフランスに逃亡した。フランスに協力したムスリムのアルジェリア人（アルキ）もフランスに亡命できなかった者は報復により虐殺された。アルジェリアを統治していたフランス政府は植民地時代に一貫して必要な改革を施すことを拒否し、ムスリムの権利拡大を認めなかった。ヨーロッパ系アルジェリア人は終始ヨーロッパ人としての特権の維持を求め、アルジェリアに住むベルベル人やアラブ人との協力を最後まで拒み、そのことがヨーロッパ系アルジェリア人とアラブ系、ベルベル系のアルジェリア人が融和した国家を目指す穏健な独立運動の発展を阻害した。その帰結として100万のヨーロッパ系アルジェリア人は、生まれ育ったアルジェリアを永遠に失うことになった。

## 独立後のアルジェリア（1962年-）

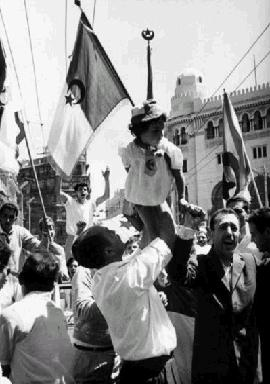
1962年の独立記念日に国旗を掲げる人々。

独立後、FLN内部でのアルジェリア臨時政府のベンユーセフ・ベンヘッダとベン・ベラの対立によりアルジェリアは内戦の危機に陥った。しかし、最終的に軍部を掌握したフワーリー・ブーメディエンの支持によって9月10日にてベン・ベラの勝利が確定し、9月25日にアルジェリア民主人民共和国が成立した。
1963年には憲法が制定され、ベン・ベラが大統領に就任した。ベン・ベラはナセル主義と社会主義に影響を受け、フランス系アルジェリア人の出国によって放棄された農地や工場の国有化政策を採り、キューバ革命後のキューバと共に非同盟運動を主導して第三世界諸国や植民地に世界革命の輸出を図った。独立時に支援を受けた隣国のチュニジアとモロッコとは、政治体制の相違や領土問題から対立し、君主制を維持していたモロッコとの間には、同年10月に砂戦争が勃発した。アルゼンチン人の革命家チェ・ゲバラがアルジェ演説でソ連を厳しく批判したのもこの頃である。ブラックアフリカ諸国との関係も重視され、1963年に結成されたアフリカ統一機構（OAU）の原加盟国となった。また、132年間のフランス支配によってフランスの影響を受けた国民の「アラブ化」が図られ、アラビア語教育が熱心に行われたが、これはベルベル系の住民の独自性を否定する方向に働き、後にベルベル問題に発展した。こうしてベン・ベラ政権下では大規模な第三世界外交が繰り広げられたが、その一方でしかし、社会主義経済政策により経済は混迷し、失業者は増加した。1965年のアルジェで開催される予定だった第二回非同盟諸国首脳会議の直前に、ブーテフリカ外相の解任をきっかけにしてブーメディエン国防相がクーデターを起こし、ベン・ベラ政権は崩壊した。
クーデターによって1965年に成立したフワーリー・ブーメディエン政権は経済の建て直しに成功した。ブーメディエンは政敵を排除し、独裁体制を確立する一方で、内政、外交両面でベン・ベラ時代に進んだ社会主義政策を進展し、国有化政策や重工業化を図った。外交面でブーメディエンは資源ナショナリズムを唱導し、1971年にフランス資本の石油と天然ガスを国有化した。ベン・ベラ以来の第三世界非同盟外交も続き、パレスチナ問題ではパレスチナ解放戦線のゲリラを受け入れて国内で訓練を行うなど、イスラエルとの対立を先鋭化させ、西サハラ問題ではスペイン領サハラからスペインが撤退した後、1976年にモロッコとモーリタニアが両国で西サハラを分割すると、ポリサリオ戦線を支援してサハラ・アラブ民主共和国の後ろ盾となり、西サハラ領有の既成事実化を進めるモロッコと対立した。ブーメディエンが主導権を握った1974年の国連総会（資源総会）ではアルジェリアの名声が高まった。内政面では自主管理農場を推進する一方、戦後高度経済成長を達成していた日本を模範にして重工業化を進めた。しかし、オイルショックによりアルジェリア経済は打撃を受け、先進国への離陸は失敗し、フランスに出稼ぎするアルジェリア人が増加した。1970年代のGDP成長率は7.0%に達し、ブラジルの奇跡（8.4%）や漢江の奇跡（9.5%）ほどではなかったものの、中進国の中では高い経済成長を実現した。1976年11月には憲法が制定され、アルジェリアが社会主義国であることが確認されるとともに、それまで推進されていた政策を3つの革命（農業革命、工業革命、文化革命）のスローガンを法的に確認し、国民統合のためのアラブ化、イスラーム化の加速の法的根拠を与えた。ブーメディエンは1978年に急死した。ブーメディエンは経済成長やアルジェリアの国際社会での地位の確立に一定の功績を残したものの、軍部高級将校やFLN幹部の特権階級化が進むなど、後に爆発する問題が蓄積された。
ブーメディエンの死を受けて1979年に就任したシャドリ・ベンジェディード政権は、重工業化の推進による経済開発を推進したが、1980年のアルジェ学生運動や「ベルベルの春」事件など、FLN一党体制やアラブ化政策に対する国民の不満が明らかになった。1986年にはインフレが酷く進行し、食糧難や失業などの社会不安を生み出した。1988年10月には食糧不足から10月暴動が勃発し、危機感を覚えた政府により1989年に憲法が改正され、複数政党制が認められた。しかし、このような状況を背景として、若年層を中心にイスラーム主義への支持が高まり、こうしたイスラーム主義者のなかには武装闘争を展開するものも現れた。

## 「暗黒の10年」と呼ばれた内戦（1991年-2002年）

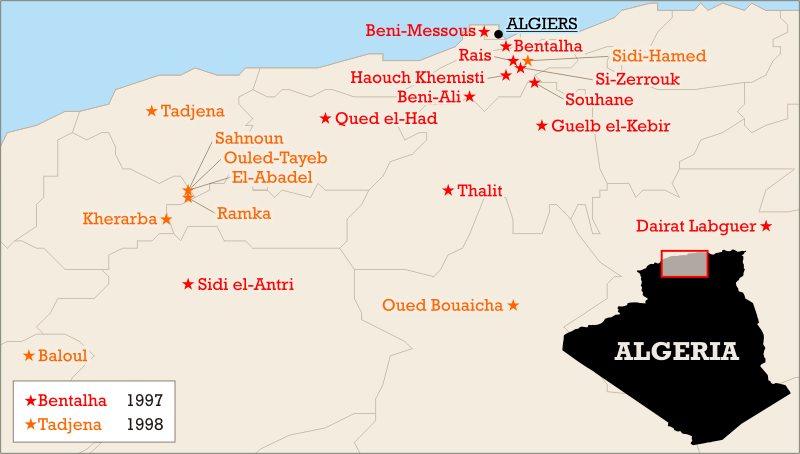
1997年から1998年の間に50人以上が虐殺された場所。

1990年に行われた地方選挙では、アラブ的な失業者（ヒッティスト）などの支持を得てイスラーム主義勢力のイスラム救国戦線（FIS）が全コミューンの半数以上で勝利し、FISが勝利したコミューンではシャリーアに基づいた厳格な統治が行われ、禁酒や男女の分離、そしてフランス化した中間層が主流をなすアルジェリア社会の批判が行われた。1991年12月に行われた初の野党の出馬が認められた総選挙の結果、FISは8割の議席を得て圧勝し、彼らは憲法を無効とした。これに対し、世俗主義を標榜する学生団体、女性団体、社会主義組織はFISを批判し、同様に世俗主義を標榜する軍部が翌1992年1月11日にクーデターで政権を握り、シャドリ首相を解任した。これが以降10年続くアルジェリア内戦の始まりであった。ヨーロッパ諸国がクーデターを支持したこともあり、1月14日にムハンマド・ブーディアフを議長とした国家最高委員会が設置され、3月12日にブーディヤーフはFISを非合法化して弾圧、選挙は無効とされた。そのため、ブーディアフは6月29日にアンナバで暗殺された。
政府による弾圧に対し、イスラーム主義者は1992年10月に武装イスラーム集団（GIS）を結成し、警察、軍部、知識人、世俗主義者を対象にテロを繰り広げた。1994年1月にゼルアールが暫定大統領に就任したが、ゼルアール時代にイスラーム主義組織のテロは激しさを増し、アルジェリアは大混乱に陥った。ゼルアールは1998年9月に任期を残して病気で辞任し、1999年4月に行われた大統領選挙でFLNから軍部の支持を得たアブデルアジズ・ブーテフリカが文民として34年ぶりに当選した。

## イスラム原理主義運動の展開とアラブの春以降(2002年-)

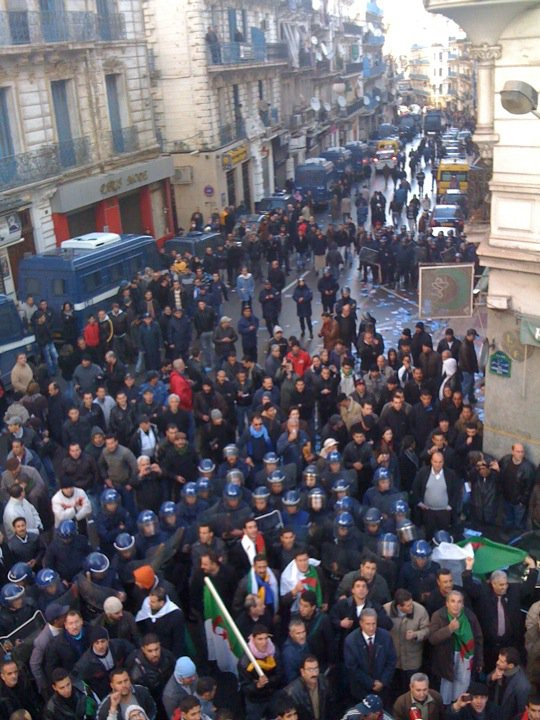
2011年1月22日に発生したデモ

ブーテフリカは就任後、1999年9月16日に国民和解法を制定し、内戦の終結を図ったが、その後も自動車爆弾テロは収まる気配を見せなかった。政府、軍部、イスラーム主義勢力によるアルジェリア内戦で約20万人が死亡したとされる。先進国との協調政策により、テロのイメージをなくす努力をG8諸国などに対して積極的に行っている。テロは21世紀に入ってから沈静化を見せたが、内戦中に敷かれた憲法が保障する国民の人権を制約する非常事態宣言は内戦終結後も引き続き維持されていた。これが解除されるのは2011年のアラブの春と呼ばれる民主化運動によってであった。隣国のリビアはアラブの春の結果内戦に突入し、その際多くの武器がサハラ地域のトゥアレグ人の独立運動組織になどに渡り、サハラ地域が不穏となった。2012年のマリ北部騒乱にともないフランス軍が出兵、これに連動してサハラ地域のイスラム原理主義組織が武装闘争を活発化。2013年1月にはアルジェリア人質事件が発生。アルジェリア軍の強硬策により多数の犠牲者が出た。
2019年、2019 Algerian protestsが起きた。

## 脚註